# Yazid 2.
Yazid bin Abd al-Malik eller Yazid 2. (687 – 724) (arabisk:يزيد بن عبد الملك) var kalif af Umayyade-kalifatet fra 720 indtil sin død i 724. 